# Browar Sobótka-Górka
Browar Sobótka-Górka – browar w Sobótce działający w latach 1817–1997. Przed zamknięciem należał do Browarów Dolnośląskich Piast S.A. Zabudowania browaru wpisano do rejestru zabytków nieruchomych województwa dolnośląskiego w ramach zespołu rezydencjonalnego.

## Historia
Browar w Sobótce powstał w 1817 r. Został założony przez barona Ernsta von Lüttwitza. Piwo było warzone metodą bawarską. Wodę do produkcji piwa pozyskiwano z tzw. "Źródła Piwnicznego", które znajdowało się około 1 km od browaru przy drodze w kierunku Chwałkowa. W latach 1858–1859 syn Ernsta – Wilhelm von Lüttwitz dokonał rozbudowy browaru i utworzył spółkę Gorkauer Societats Brauerei A.G.
Na przełomie lat 1886/87 nastąpiła zmiana formy prawnej browaru ze spółki komandytowej na  spółkę akcyjną. Prawne jej zarejestrowanie nastąpiło 9 kwietnia 1887 r. Kapitał akcyjny wyniósł 508 000 marek. Pozyskanie takich aktywów pozwoliło na szybki rozwój przedsiębiorstwa. W jubileuszowym, 1909 roku, kronikarz podkreślał, że „pozycja finansowa browaru, ze względu na technicznie doskonałe urządzenia i dobry zbyt, uznana być może za całkowicie zadowalającą". Wydajność browaru sięgała 50 000 hektolitrów piwa rocznie, które sprzedawane było na terenie niemal całego Śląska.
Produkowano wówczas piwo leżakowe, mocne, słodowe oraz tzw. „koźlaka" (Jungbier), czyli piwo warzone metodą dolnej fermentacji, które było produkowane sezonowo z przeznaczeniem do spożycia w maju, jesienią i na Boże Narodzenie. Browar stworzył oddziały w Wałbrzychu oraz Nowej Rudzie (w 1921 roku zakupiono browar noworudzki) oraz 32 filie. W wielu lokalach gastronomicznych serwowano góreckie piwo, w tym w samej Górce w popularnej restauracji „Rosalienthal". Przed wybuchem II wojny światowej browar zatrudniał 17 urzędników oraz 75 robotników, zaś całe przedsiębiorstwo z filiami – 230 osób
Po wojnie dość szybko, bo już w 1945 wznowiono produkcję. Zatrudnienie w latach 50. sięgało 120 osób a produkcja 93 521 hl trunku. Produkowano także na eksport. Przez kilka lat działały tu Zakłady Piwowarskie S.A. z Wrocławia.
Browar nie wytrzymał konkurencji z zagranicznymi koncernami piwowarskimi. Decyzją kierownictwa Zakładów Piwowarskich  w 1997 r. zdecydowano o zamknięciu browaru i sprzedaży całego zapasu produkcji do wrocławskiego Piasta.
Zabudowania browaru w ramach zespołu rezydencjonalnego wpisano do rejestru zabytków nieruchomych województwa dolnośląskiego.

## Podziemia
Wyjątkowo ciekawe są podziemia browaru (leżakownia). Została ona wykuta w skale góry Ślęży, dzięki czemu panował w niej specyficzny mikroklimat i dobre warunki termiczne. Część pomieszczeń została wykonana tak aby ich konstrukcja przypominała termos. Na skale, w której zostały wykute, budowano ścianę i w pewnym ostępie od niej budowano kolejną cienką ściankę; dzięki takiemu zabiegowi do wolnej przestrzeni można było wsypywać lód. Sieć tuneli jest imponująca. Jeden z udziałowców von Kulmitz nakazał wykuć sztolnie w masywie Ślęży, których zadaniem było zbieranie i filtrowanie wody – ta następnie gromadziła się w olbrzymich zbiornikach w podziemiach browaru.

## Galeria

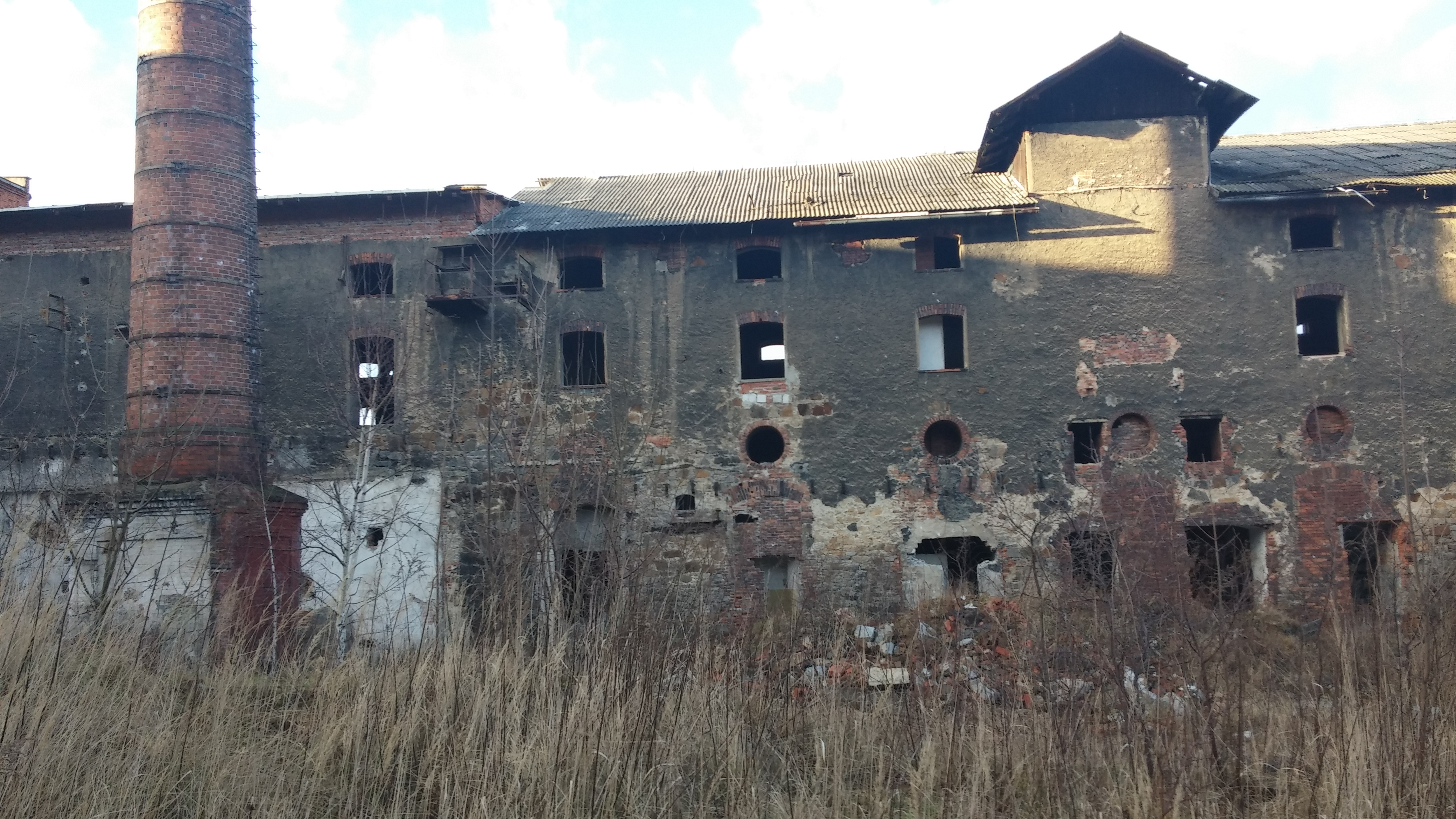
Zabudowania od południowego wschodu
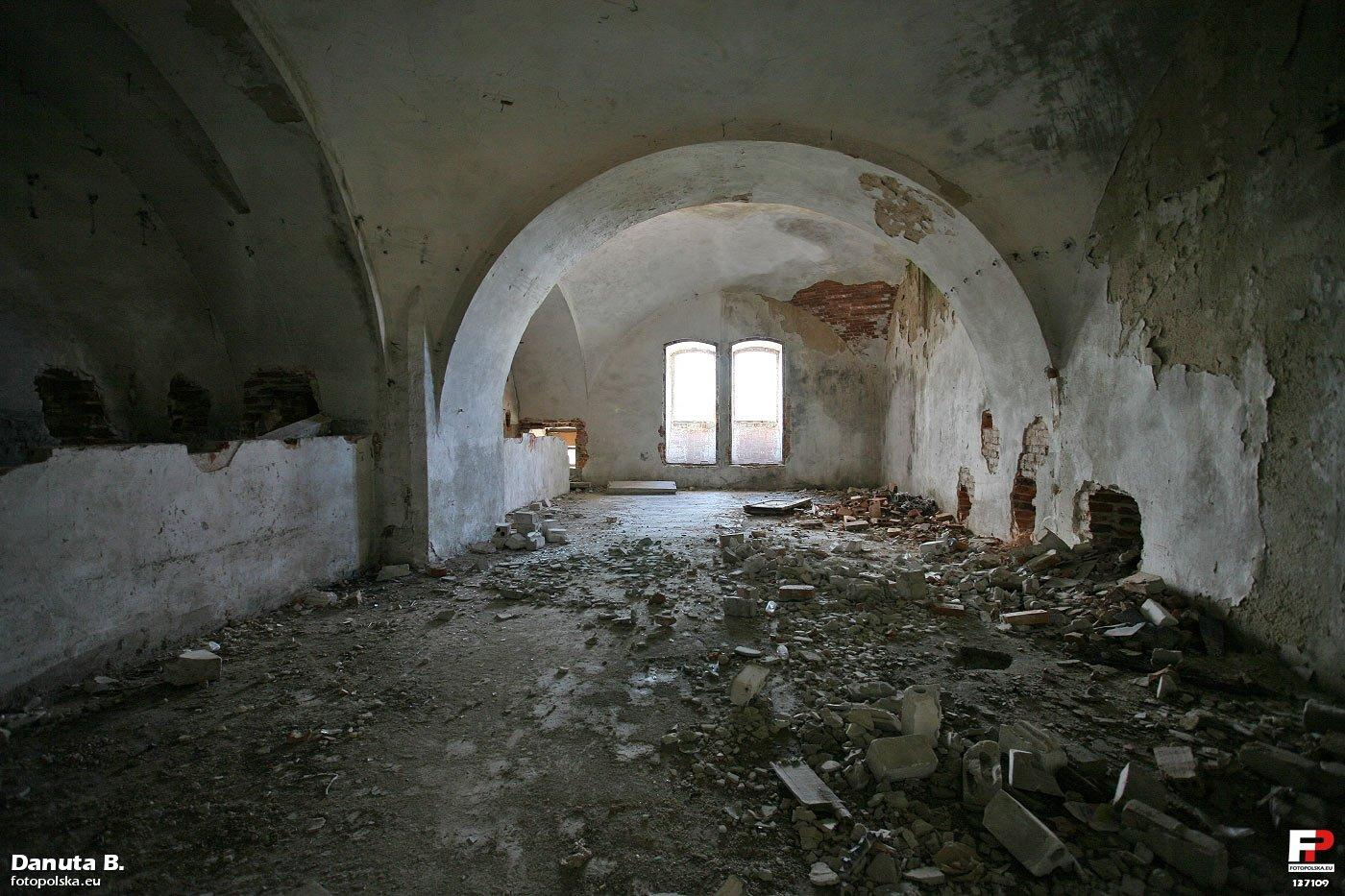
Wnętrza
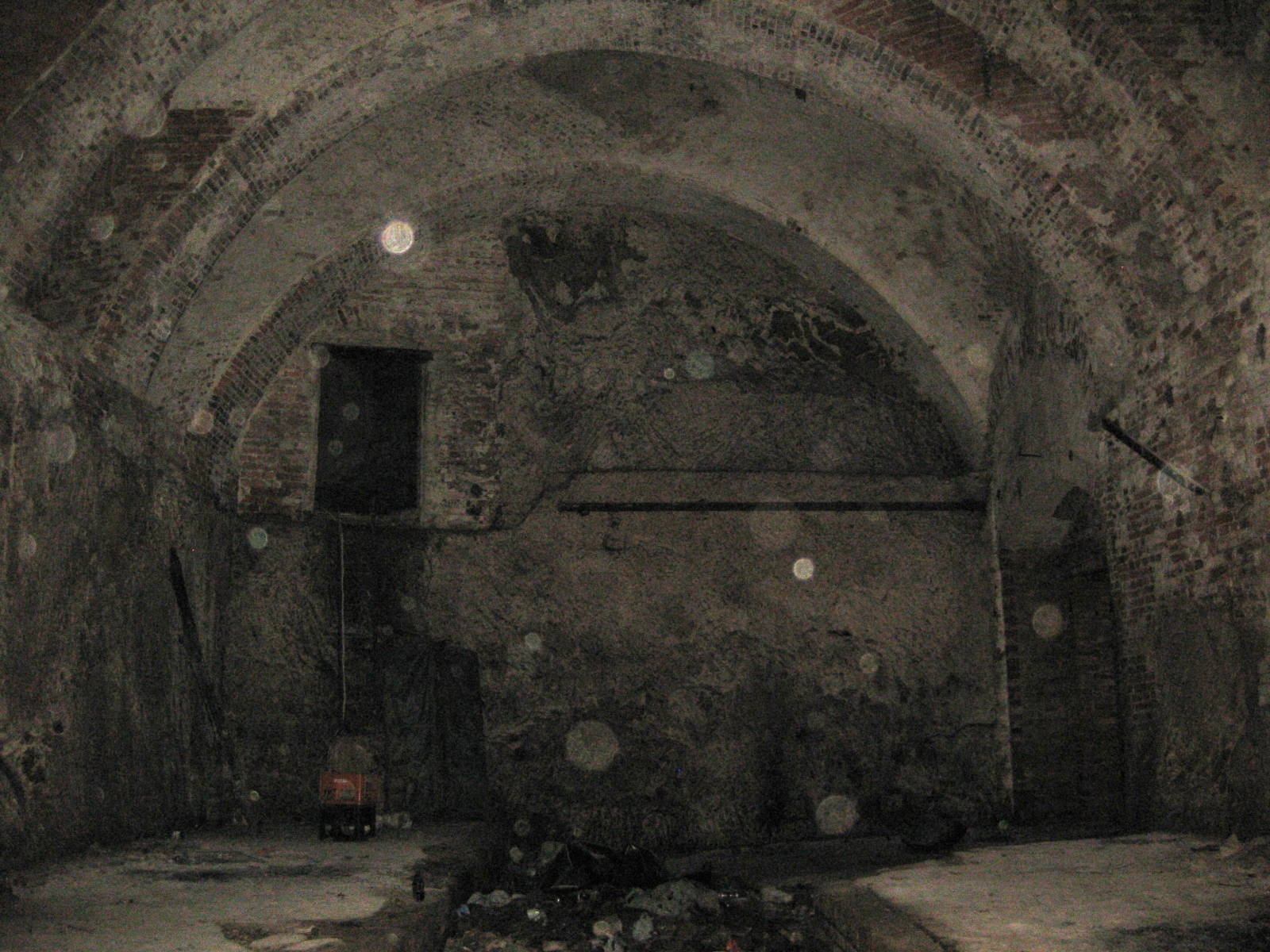
Hala
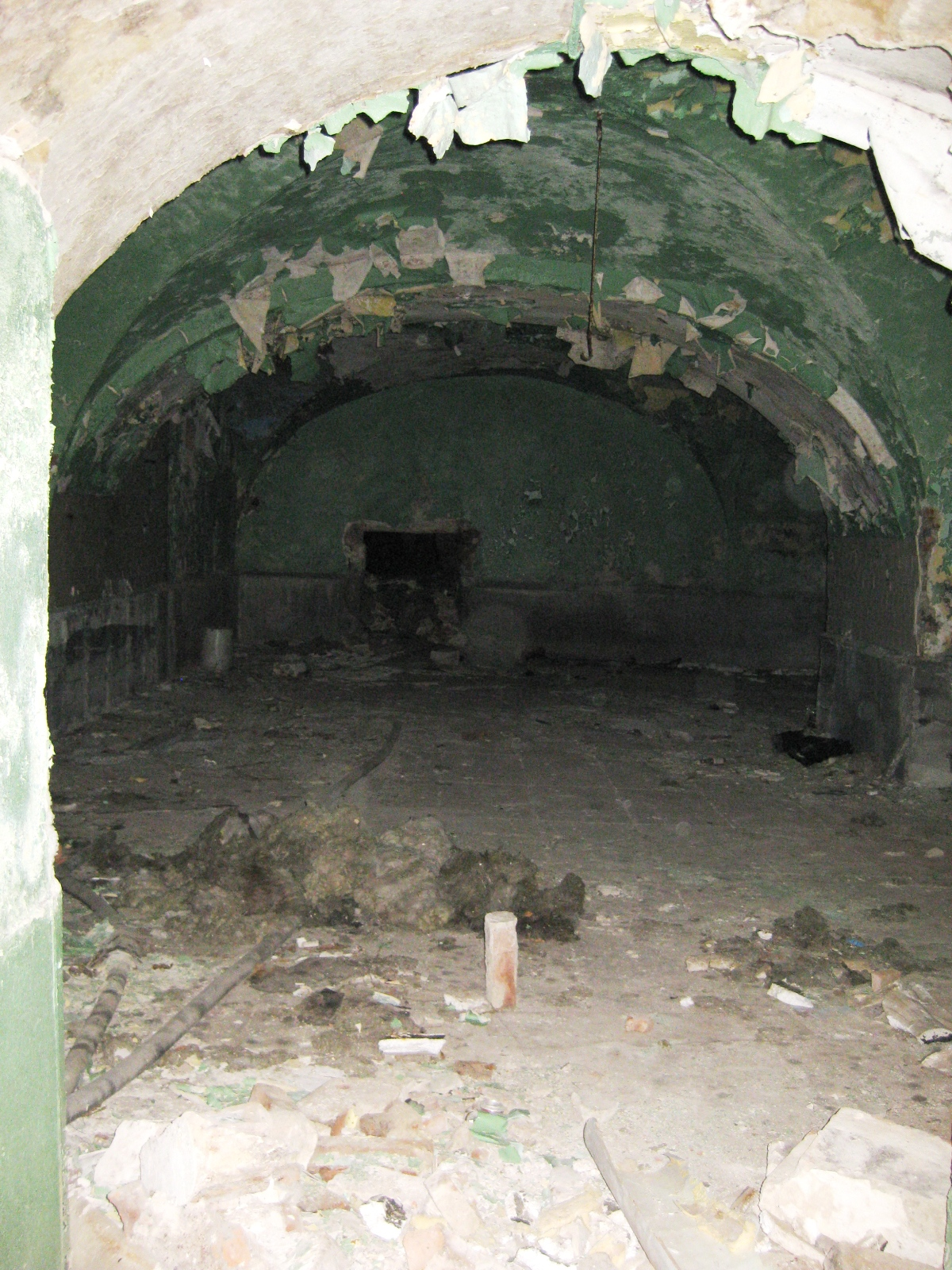
Hala
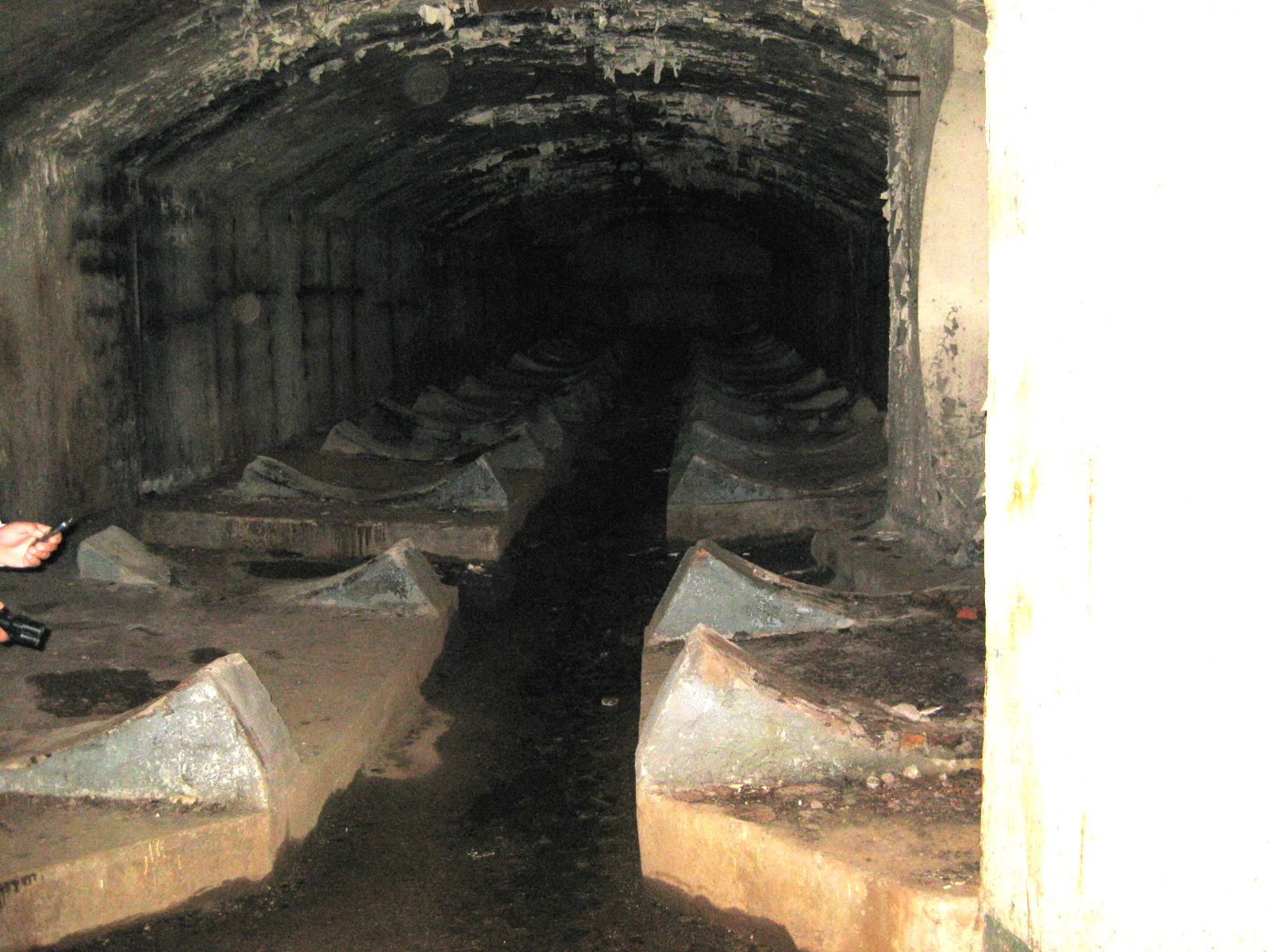
Leżakownia
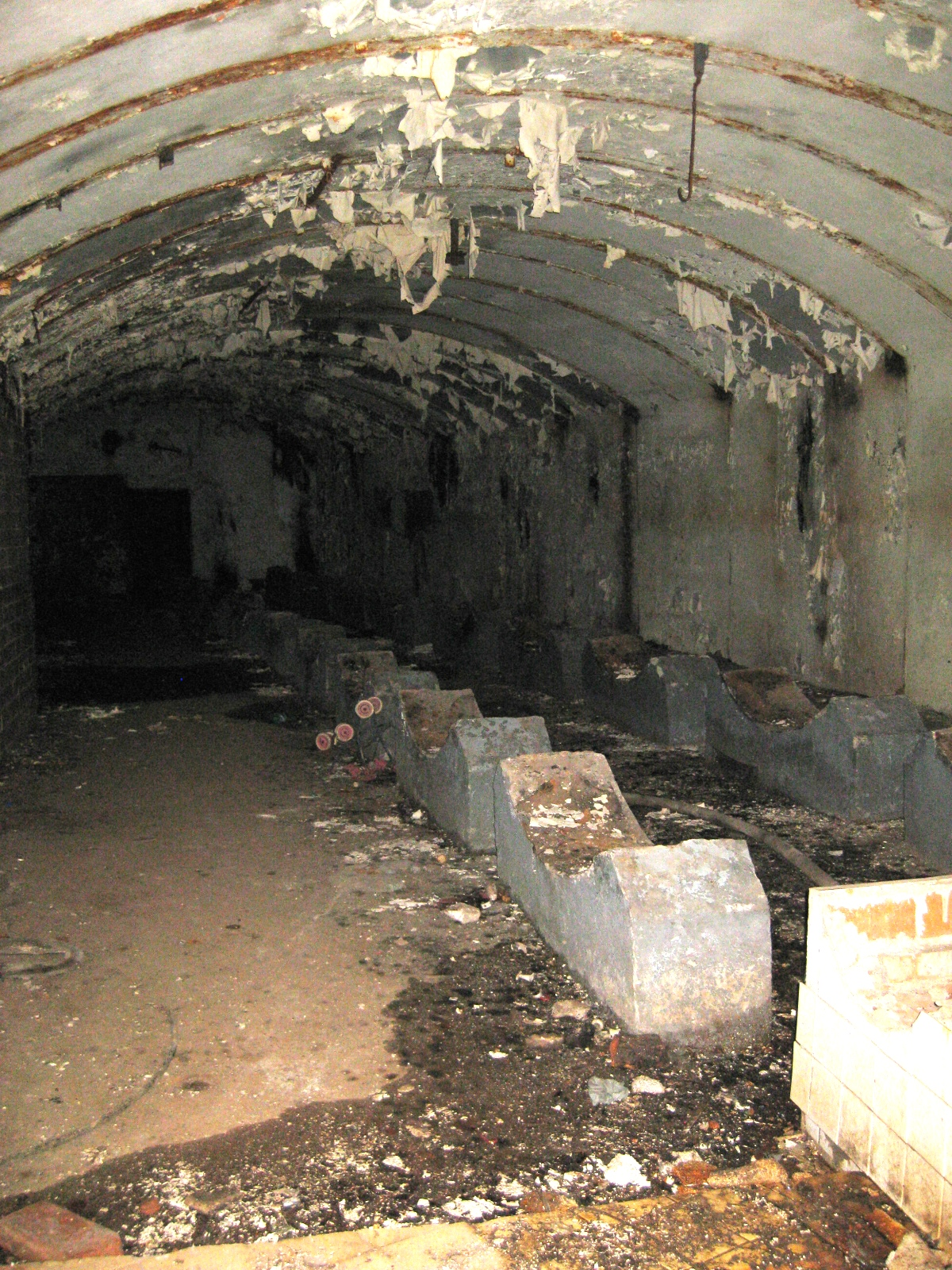
Leżakownia
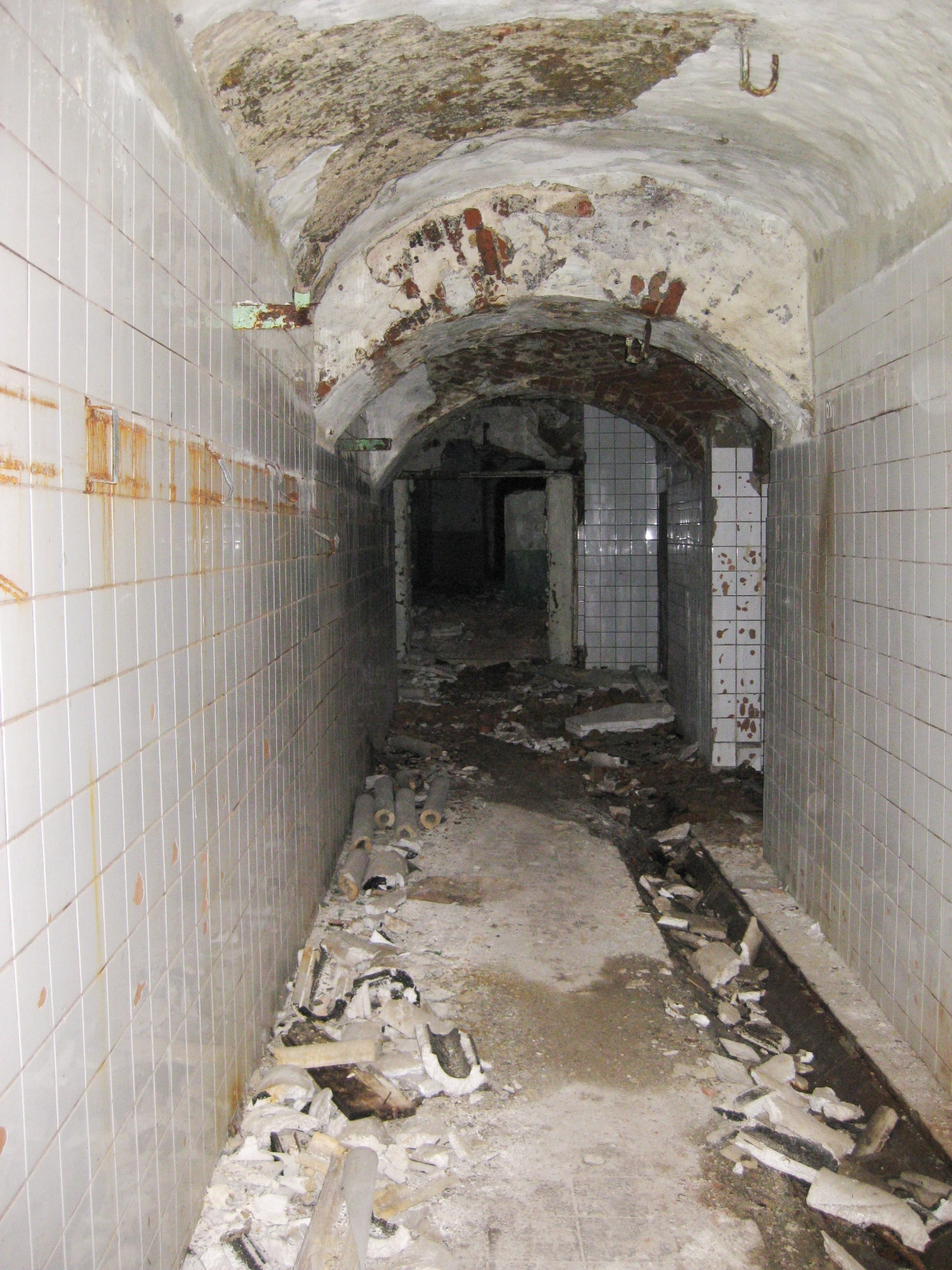
Korytarz
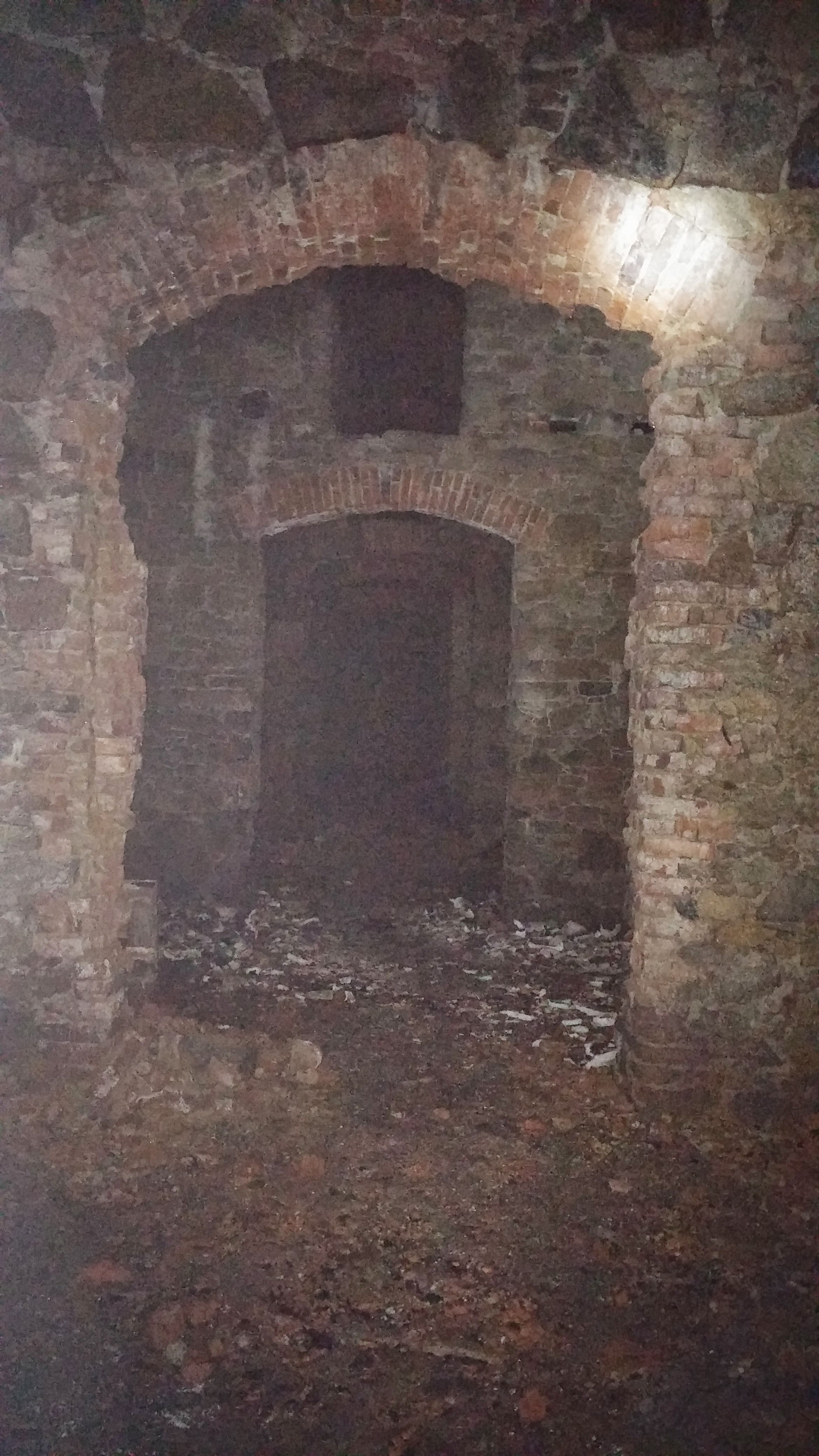
Korytarz